# Proteuxoa exundans
Proteuxoa exundans är en fjärilsart som beskrevs av Achille Guenée 1868. Proteuxoa exundans ingår i släktet Proteuxoa och familjen nattflyn. Inga underarter finns listade i Catalogue of Life.